# زاوية النساك
تعتبر زاوية النساك التي بناها أبو عنان فارس المريني سنة 1356م من أقدم الزويا بمدينة سلا المغربية. تم إعدادها للغرباء، ولمن اضطر إلى المبيت بها من التجار وغيرهم، وجعلت للتصدق على المساكين بالطعام يوميا.
ويحتفظ مدخل الباب الرئيسي الباقي من زاوية النساك، على شريطين مكتوبين بالخط الكوفي المغربي، ويقرأ الأول على النحو التالي:
«وسارعوا إلى مغفرة من ربكم وجنة عرضها السماوات والأرض أعدت للمتقين الذين ينفقون في السراء والضراء، والكاظمين الغيظ والعافين عن الناس».
أما النص الثاني فيقرأ: {وَمَا تَوْفِيقِي إِلَّا بِاللَّهِ ۚ عَلَيْهِ تَوَكَّلْتُ وَإِلَيْهِ أُنِيبُ} [هود من الآية:88]، ».
ويذكر الدكالي أن بابها الغربي كان يشمل على نص تسجيلي، يقرأ على النحو التالي، (الحمد لله، أمر ببناء هذه الزاوية المباركة أمير المؤمنين، المتوكل على رب العالمين، أبو عنان، بن موالينا، الخلفاء الراشدون، الملوك الطاهرين، بني عبد الحق، أعلى الله آثارهم وشيد منارهم، فرغ من بنائها في 27 شعبان عام سبعة وخمسين وسبع مائة).